# Станимирська сільська рада
| Станимирська сільська рада — колишній орган місцевого самоврядування у Перемишлянському районі Львівської області з адміністративним центром у с. Станимир. Історична дата утворення: в 1940 році. Сільській раді підпорядковані населені пункти: - с. Станимир - с. Ганачівка |

## Склад ради
Рада складається з 16 депутатів та голови.

### Керівний склад ради
| ПІБ                    | Основні відомості                                                               | Дата обрання | Дата звільнення |
| ---------------------- | ------------------------------------------------------------------------------- | ------------ | --------------- |
| Нецкар Микола Петрович | Сільський голова, 1958 року народження, освіта, безпартійний                    | 26.03.2006   | 31.10.2010      |
| Нецкар Микола Петрович | Сільський голова, 1958 року народження, освіта середня спеціальна, безпартійний | 31.10.2010   |                 |

Примітка: таблиця складена за даними джерела